# Arcabucero

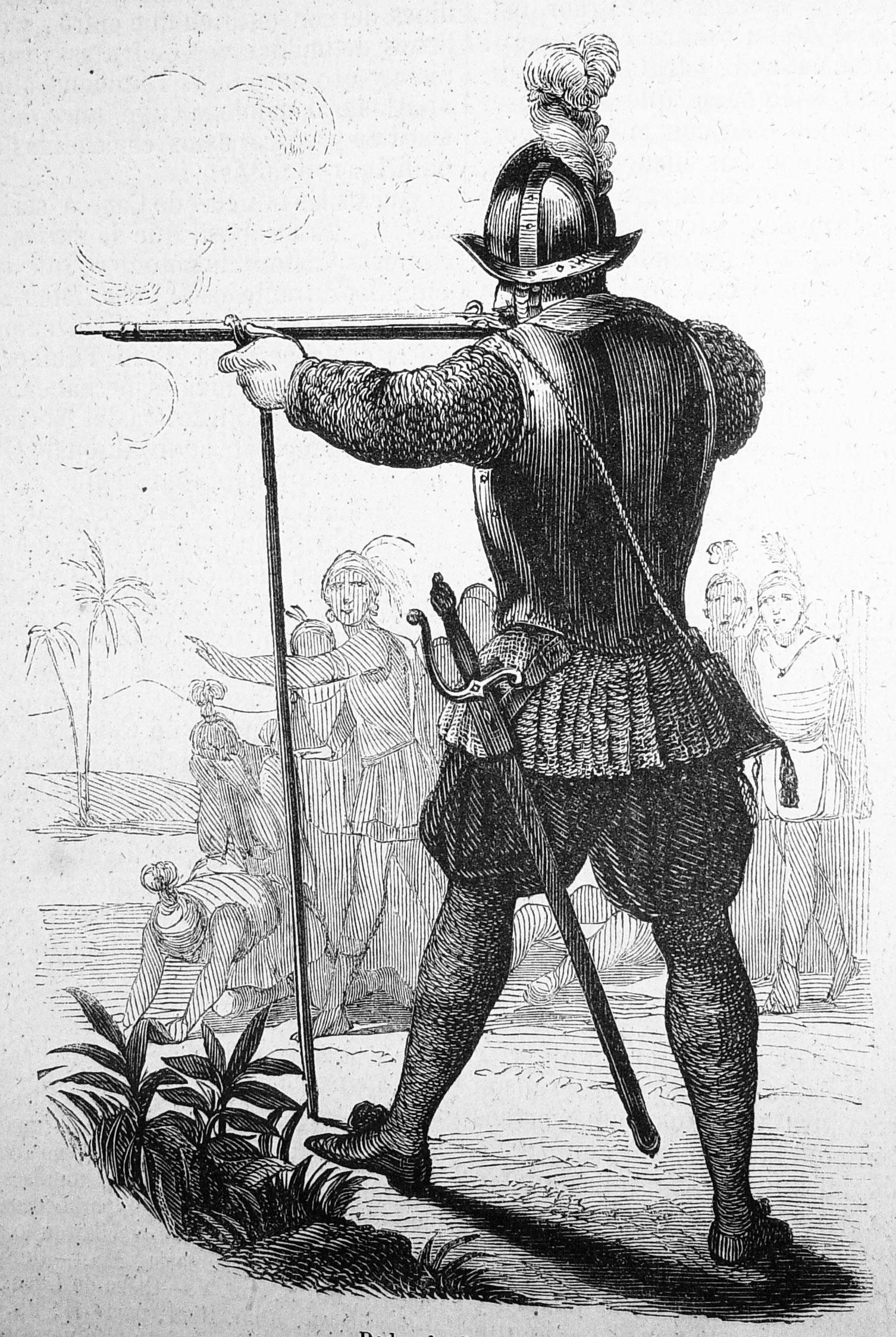
Arcabucero en la conquista del Perú.

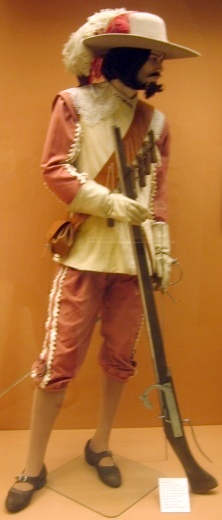
Arcabucero español del.

En general arcabucero era el soldado armado de arcabuz. 
En la propagación de las armas de fuego manuales, cuya lentitud es notoria y notable por cierto, pues tardaron en generalizarse más de tres siglos, el arcabucero, tanto a pie como a caballo, siempre fue considerado como soldado ligero respecto a la masa, batalla o columna de piqueros. Sea por esta condición o porque en el siglo XVI tocó a España abrir la puerta de los progresos militares, justo es recordar la fama de los arcabuceros españoles en aquel siglo y el siguiente. En Pavía y en otras batallas, los pelotones de ágiles arcabuceros, terribles por su valor y puntería, interpolados con los hombres de armas cubiertos de hierro, al paso que revelan cuánto poder tienen la rutina y el apego a lo antiguo, anuncian un progreso en la táctica, precursor muy anticipado de cambios radicales, quizá no solo en la guerra sino en el organismo social. Es curioso leer en las crónicas la exasperación, los denuestos de aquella célebre caballería, hasta entonces invulnerable y acostumbrada a entrar rajando en la humilde infantería contra aquellos asesinos. 
El célebre Bayard, flor y nata de la caballería francesa, murió de un arcabuzazo español en la batalla de Rebec, en 1524 y presintiéndolo sin duda, expresaba su antipatía al arcabuz en el diccionario de su compatriota Bardin con estas mismas palabras: 

Todo arcabucero que caía en manos del chevalier sans peur et sans reproche era ahorcado en el acto.

## Arcabucero a caballo
Andando el tiempo, ya en el siglo XVII los arcabuceros, que formaban siempre mangas, esto es, alas de los cerrados escuadrones de picas, siguieron aumentando gradualmente, del cuarto al tercio, a la mitad, a los tres cuartos, hasta 1703 en que definitivamente desapareció la pica. Por otra aberración e inconsecuencia inexplicables también, la misma caballería, tan encubertada y enemiga del arcabuz, se apresuró a tomarlo y desnaturalizando su acción que es el impulso, dejó la lanza por la pistola, la carga por el fuego incierto e ineficaz a caballo. Desde el siglo XVI jugaron tropas y grandes cuerpos de arcabuceros a caballo que con varios nombres de arguletes, herreruelos, reitres, carabinos, etc. llegaron hasta mediados del siglo XVIII en que Federico de Prusia y su célebre general Seidlitz entronizaron y practicaron sobre caballería las ideas y principios tácticos de masa y velocidad multiplicadas para mayor efecto mecánico.
Sobre el arcabucero a caballo ilustran los textos siguientes: 

Ha de tener un caballo, y aunque no sea tan gallardo como el del caballo ligero, como corra, pare y revuelva bien sin espanto, es bueno. Este soldado sirva con arcabuz de cuerda, sin consentirse en ninguna manera el de rueda por ser tardío, y faltar al mejor tiempo, y una sarta de quince á diez y seis cargas de hoja de lata de la medida de la munición de su arcabuz echadas por el hombro izquierdo que caigan por debajo del brazo derecho, y un recado de cuerno ó de otra cosa con pólvora sobrada en la faldriquera para en menguando las cargas... los tornen á henchir; y su morrión en la cabeza (Eguiluz)

Ordenóse en 19 de octubre de 1577 que cada cuatro meses mudasen de situación las compañías y por real disposición de 1 de julio de 1579, se crearon en cada una de las de linea doce arcabuceros montados, en lugar de las secciones de escopeteros, subiendo de este modo la fuerza de aquellas á sesenta plazas. A estos arcabuceros se les dió en vez de los quijotes, grebas y zapatos herrados, la bota de cuero y espuela, adoptándose para cubrir el pecho y espalda una hungarina con mangas perdidas de paño amarillo y adornada con las cruces de Borgoña; completóse su equipo con la celada borgoñota. Adoptóse también para los hombres de armas un capotillo de mangas perdidas, llamado brandemburgo, de paño color morado con las cruces rojas en pecho y espalda, colocadas encima del coselete. Los arcabuceros cargaban á los flancos de los escuadrones de hombres de armas, caso de que los Herreruelos, por no haber podido desconcertar al enemigo, tenían que despejar el frente, fogueaban sin cesar la línea contraria y precipitábanse sobre su flanco durante el ataque de la caballería pesada. Empleábanse también en el servicio de exploradores al mando de capitanes prácticos en el terreno, á quienes se daba el nombre de despepitadores (Clonard. Hist. org. T. IV, pág. 157).